# 日本エアロテック
日本エアロテック株式会社は、東京都調布市に本社を置く航空機関連サービス会社である。
なお、LED製品の輸入販売を行っている株式会社日本エアロテック（本社：横浜市西区桜木町）とは別の会社である。

## カフェ経営
本業のほか、2001年からは調布飛行場内で「プロペラカフェ」という店名のカフェを経営している。日本エアロテックの社員食堂をカフェとして一般客にも開放しているものである。
店内からは小型航空機が離着陸する様子を見ることができるほか、プロ仕様のフライトシミュレーターも置かれ、シミュレーター目的で都外から訪ねてくる航空ファンもいるという。
なお、プロペラカフェ公式サイトのドメイン名「malibu.jp」は、日本エアロテック所属の軽飛行機パイパー PA-46の愛称「Malibu（マリブ）」にちなむものである。
同社所属のパイパー PA-46が、2015年7月26日に調布飛行場付近で調布市PA-46墜落事故を起こしてから、プロペラカフェも一時休業していたが、同年11月よりカフェとしての営業を再開した。

## 事故・事件

### 脱税事件
2024年2月8日、東京地検特捜部は、架空の課税仕入れを計上して消費税の還付を不正に受けようとしたなどとして、消費税法違反の疑いで同社の社長と相談役を逮捕した。逮捕容疑は2人で共謀し、2020年11月から2021年10月の課税期間で消費税約130万円を免れたほか、消費税や地方消費税計約6300万円の還付を受けようとした疑い。関係者によると、同社が所有していた格納庫を、別会社から購入したと見せかけ、課税仕入れがあったことにしていたという。同月28日、特捜部は社長と相談役を起訴し、法人としての日本エアロテックも起訴した。